# Jandre Drmić
Jandre Drmić (Vrilo, Tomislavgrad, 26. studenoga 1955.), hrvatski aforističar iz BiH.

## Životopis
Rođen je 26.11.1955. u Vrilu, općina Tomislavgrad, Bosna i Hercegovina. Od 1963. do 1993. živio je i radio u Splitu i Postirama na Braču, a od tada živi i radi u Zagrebu kao srednjoškolski profesor hrvatskog jezika. Oženjen, ima dvoje djece.
Aforizme je objaljivao u Slobodnoj Dalmaciji, Nedjeljnoj Dalmaciji, Satiričnim vertikalama (regionalnom časopisu za humor i satiru, u kojem je bio urednik za Hrvatsku), Zarezu..., raznim elektroničkim medijima i na Radio Splitu. Najzastupljeniji je autor u Antologiji hrvatskog aforizma, a zastupljen je i u više antologija balkanskog aforizma.Slobodnoj Dalmaciji

## Djela
- Plodovi mora, knjiga aforizama (Zagreb, 2008.)
- Aureole na sniženju, knjiga aforizama i humoreski (Zagreb, 2010.)
- Maslinarstvo u Eskima, knjiga aforizama (Zagreb, 2013.)
- Optimisti iz Sodome, knjiga aforizama (Zagreb, 2016.)
- Skeptička jama, knjiga aforizama (Zagreb, 2018.)